# Moto E6 Play
El Moto E6 Play es un teléfono inteligente de gama baja fabricada por Motorola Mobility. Fue lanzado en octubre de 2019. Dispone de un sistema operativo Android 9.0 Pie.

## Especificaciones

### Hardware
El Moto E6 Play funciona con un Soc Mediatek MT6739 que incluye un CPU ARM Cortex-A53 de cuatro núcleos de 1.5GHz, con una pantalla de 5.0, tiene un procesador Quad-core a 1.5 GHz, tiene un GPU PowerVR GE8100 MP1 con 2 GB de RAM y 32 GB de almacenamiento interno expandible hasta 512 GB con una tarjeta microSDXC.
Tiene una pantalla LCD IPS de 5.5 pulgadas con una resolución de 720 x 1440 pixeles. La cámara trasera de 13 MP tiene una apertura de f/2.2, cuenta con autofoco y flash Led. La cámara frontal de 5 MP tiene una apertura de f/2.2 y cuenta con flash Led.

### Software
El Moto E6 Play se envía con Android 9.0 Pie y la interfaz de usuario Experience de Motorola.